# Gwigg
Gwigg ist ein Weiler bei Bergatreute im Landkreis Ravensburg.

## Lage
Gwigg liegt etwa 1,5 km nördlich von Bergatreute, 3 km südlich von Gaisbeuren, und 2,4 km östlich von Enzisreute. Der Weiler ist ausschließlich über Gemeindeverbindungswege erreichbar.
Der Venusbach fließt durch Gwigg.
Gwigg liegt direkt am Oberschwäbischen Jakobsweg und am Donau-Bodensee-Radweg. Zudem ist der Weiler an das Freizeitnetz des Radnetzes Baden-Württemberg angebunden.

## Geschichte
Die erste urkundliche Erwähnung von Gwigg erfolgte im Jahr 802 unter dem Namen Cawica, wobei die genaue Zuordnung zu diesem Zeitpunkt noch unsicher ist. Später, im Jahr 1264, wurde der Ort als Quiggs bezeichnet. Die Kapelle St. Georg wurde im Jahr 1718 erbaut.

## St.-Georgs Kapelle
Die Georgskapelle in Gwigg wurde 1718 von Abt Hermann Vogler des Klosters Rot an der Rot als Filialkirche neu errichtet. Sie ersetzte einen älteren Vorgängerbau.

## St. Georgsfest
Seit 1994 findet jährlich am Georgstag der Georgsritt statt, organisiert von der Blutreitergruppe Bergatreute. Nach der Segnung von Ross und Reiter durch den Pfarrer führt die Prozession durch das Umland. Der Ritt ist ein Bestandteil des über 100 Jahre alten Georgsfests, das traditionell mit einer vorabendlichen Hockete am Samstag und einem Frühschoppen gefeiert wird.

## Wirtschaft
Gwigg ist durch eine Landmetzgerei und einen Hofladen sowie Landwirtschaft wirtschaftlich geprägt.